# Mindaugas Šliūpas
Mindaugas Šliūpas (Kaunas, 5 maggio 1919 – Kaunas, 3 febbraio 1979) è stato un cestista lituano.

## Carriera
Con la Lituania ha vinto i Campionati europei del 1939.